# The Peel Sessions (1987)
The Peel Sessions — третій мініальбом англійської групи Joy Division, який був випущений у вересні 1987 року.

## Композиції
1. Love Will Tear Us Apart — 3:20
2. 24 Hours — 4:05
3. Colony — 4:08
4. Sound of Music — 4:20

## Учасники запису
- Єн Кертіс — гітара
- Бернар Самнер — гітара
- Пітер Хук — барабани
- Стефен Морріс — бас-гітара